# Klopení zápěstí

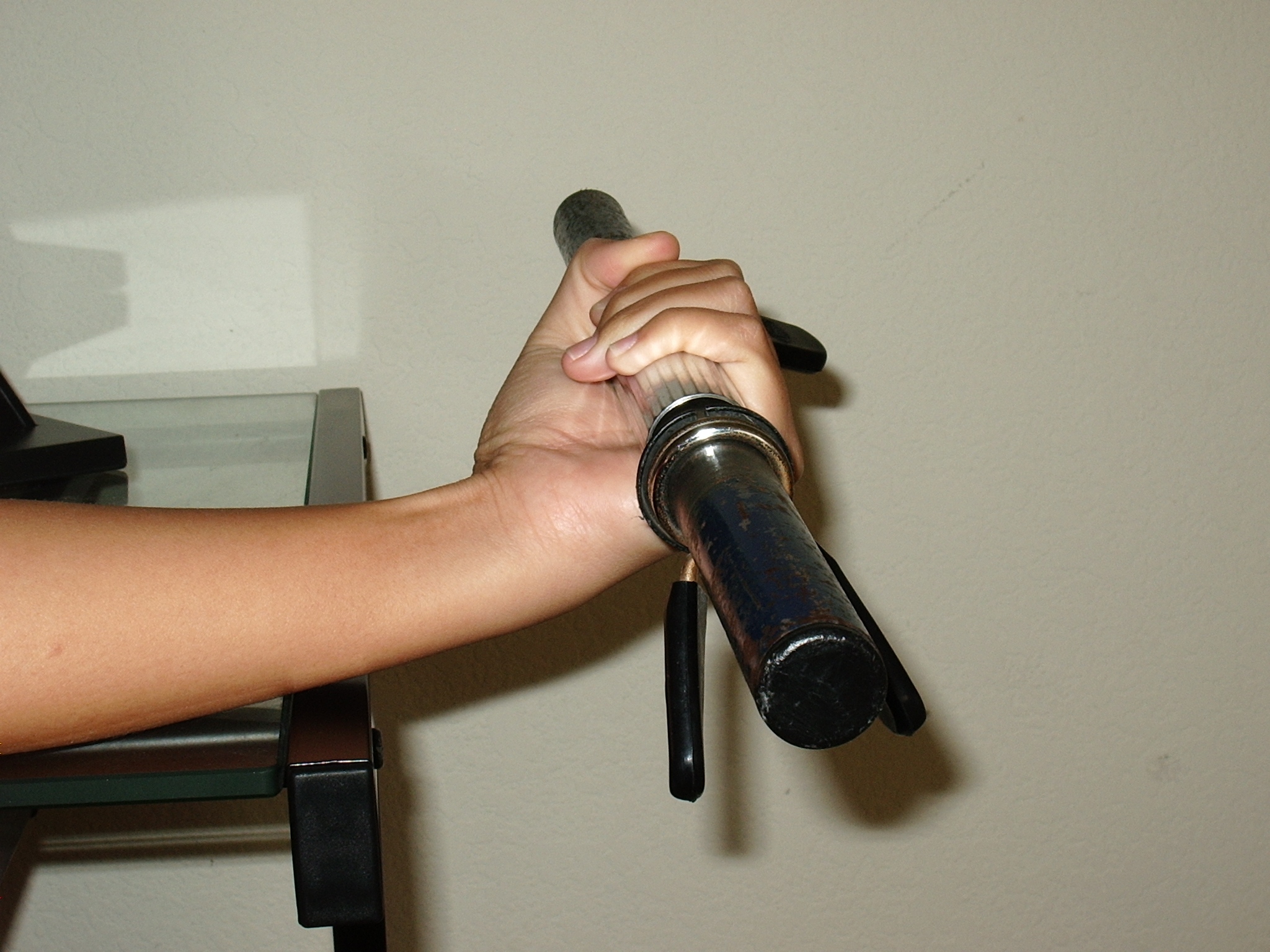
Klopení zápěstí s podhmatem

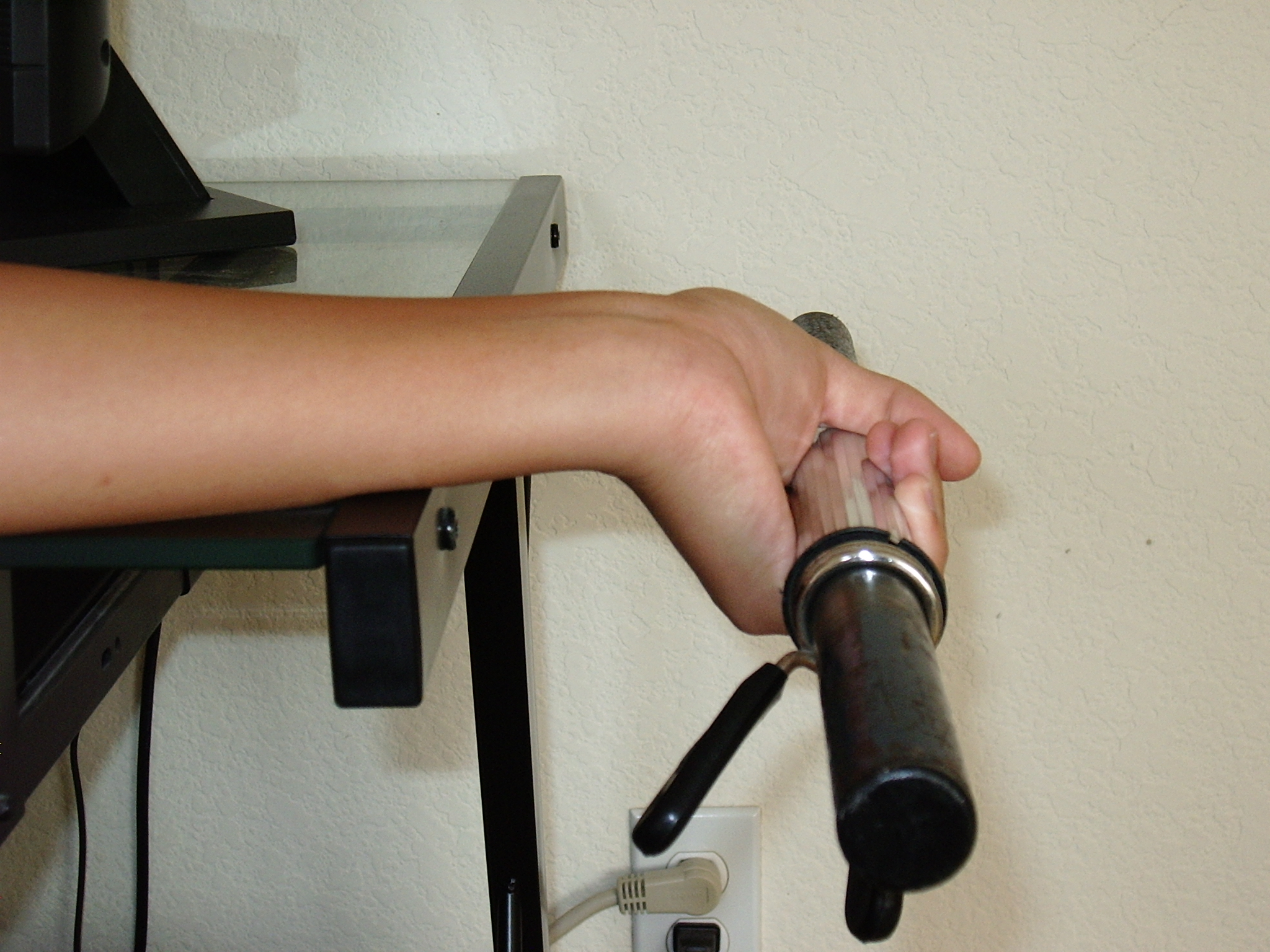
Klopení zápěstí

Klopení zápěstí je silové cvičení na zápěstí a předloktí, především na extenzory předloktí a částečně flexory a extenzory prstů. Zpravidla se provádí spolu s opačným cvikem – zdvihem zápěstím s nadhmatem.

## Postup
1. Sednout si na okraj lavice a uchopit jednoručky nadhmatem v šíři ramen, předloktí dlí na stehnech.
2. Ohnutím zápěstí se spustí činky dolů k podlaze a zvedají zpět zátěž nahoru pomocí pohybu zápěstí. Pro maximální kontrakci předloktí je nutné využít co největší rozsah pohybu.[1]

### Varianta s podhmatem a velkou činkou
1. Sednout si na kraj lavice a uchopit činku podhmatem v šíři ramen, předloktí se položí mezi kolena na lavici.
2. Ohnutím zápěstí se spustí činka dolů k podlaze. Činka se zvedá nahoru pomocí pohybu zápěstí. Při opakování lze činku při pohybu dolů nechat sklouznout po prstech, zvětší se rozsah pohybu.